# Terekcankó
A terekcankó (Xenus cinereus) a madarak osztályának lilealakúak (Charadriiformes) rendjébe, ezen belül a szalonkafélék (Scolopacidae) családjába tartozó Xenus egyetlen faja.

## Rendszerezése
A fajt Johann Anton Güldenstädt német ornitológus írta le 1775-ben, a Scolopax nembe Scolopax cinerea néven. Sorolták a a Tringa nembe Tringa cinerea néven is.

## Előfordulása
Finnországtól, Kelet-Európán keresztül Szibéria keleti részéig költ. Az Európai területekről  Afrikába vonul, eljut Dél-Afrikáig. Az ázsiai területekről pedig Dél-Ázsiába költözik, de eljut Indonéziába, Ausztráliába és Új-Zélandra is. Természetes élőhelyei a mocsaras északi tengerpartok, a tajgák, magas füvű bokros területek, tundrák és erdős sztyeppek.

### Kárpát-medencei előfordulása
Magyarországon rendszeres, de kisszámú tavaszi és őszi átvonuló. Májustól júniusig, illetve szeptemberben észlelhető.

## Megjelenése
Testhossza 22–24 centiméter, szárnyfesztávolsága 57–59 centiméteres, testtömege 60–100 gramm közötti. Csőre enyhén felfelé áll. Tollazata felül sötétszürke, alul világos.
|  |  |

## Életmódja
Vizes területeken keresgéli apró rákokból, férgekből, csigákból és magvakból álló táplálékát.

## Szaporodása
Mocsaras réteken, a bozótosba rejti fészkét. Fészekalja 3-4 tojásból áll, melyen 20-25 napig kotlik. A kikelő fiókák fészekhagyók.

## Természetvédelmi helyzete
Az elterjedési területe rendkívül nagy, egyedszáma ugyan csökken, de még nem éri a kritikus szintet. A Természetvédelmi Világszövetség Vörös listáján nem fenyegetett fajként szerepel. Magyarországon védett, természetvédelmi értéke 25 000 forint.